# WTA Challenger Columbus
Das WTA Challenger Columbus (offiziell: Tennis Ohio Championships) ist ein Tennisturnier der WTA Challenger Series, das in Columbus, Ohio erstmals im September 2021 ausgetragen wurde.
Spielstätte für das Turnier in Columbus ist das Ohio State Varsity Tennis Center.

## Siegerliste

### Einzel
| Jahr | Siegerin            | Finalgegnerin | Ergebnis  |
| ---- | ------------------- | ------------- | --------- |
| 2021 | Nuria Párrizas Díaz | Wang Xinyu    | 7:62, 6:3 |

### Doppel
| Jahr | Siegerinnen             | Finalgegnerinnen                     | Ergebnis |
| ---- | ----------------------- | ------------------------------------ | -------- |
| 2021 | Wang Xinyu Zheng Saisai | Dalila Jakupović Nuria Párrizas Díaz | 6:1, 6:1 |